# Lipocarpha squarrosa
Lipocarpha squarrosa är en halvgräsart som först beskrevs av Carl von Linné, och fick sitt nu gällande namn av Paul Goetghebeur. Lipocarpha squarrosa ingår i släktet Lipocarpha och familjen halvgräs. Inga underarter finns listade i Catalogue of Life.